# Президент на Малта
Президентът на Малта (на малтийски: President ta' Malta) е държавният глава на Република Малта.
Длъжността е създадена с провъзгласяването на независимостта на страната през 1974 г.
В съответствие с републиканската конституция президентът заменя британския монарх в качеството на церемониален глава на държавата, като е избиран от парламента за 5-годишен срок. При образуване на ваканция за мястото до избора на нов президент, както и всеки път, когато президентът отсъства от страната, ползва отпуск или по друга причина не може да изпълнява възложените му функции, те се изпълняват от други длъжностни лица – като министър-председателя или главния съдия.
За първи (временен) президент на Малта е избран сър Антони Джоузеф Мамо, заемал дотогава поста генерал-губернатор на Малта, представлявайки в страната кралицата на Великобритания.

## Списък на президентите
| #   | Титуляр                                      | Мандат         |
| --- | -------------------------------------------- | -------------- |
| 1.  | Антони Мамо                                  | 1974 – 1976    |
| 2.  | Антон Бутиджич                               | 1976 – 1981    |
| -   | Алберт Хизлер - временно изпълняващ длъжност | 1981 – 1982    |
| 3.  | Агата Барбара                                | 1982 – 1987    |
| -   | Пол Швереб - временно изпълняващ длъжност    | 1987 – 1989    |
| 4.  | Ченсу Табоне                                 | 1989 – 1994    |
| 5.  | Уго Бонничи                                  | 1994 – 1999    |
| 6.  | Гуидо де Марко                               | 1999 – 2004    |
| 7.  | Едуард Адами                                 | 2004 – 2009    |
| 8.  | Джордж Абела                                 | 2009 – 2014    |
| 9.  | Мари-Луиз Колейро Прека                      | 2014 – 2019    |
| 10. | Джордж Вела                                  | 2019 – 2024    |
| 11. | Мириам Спитери Дебоно                        | 2024 - настоящ |